# CF Nuevo León
Der Club de Fútbol Nuevo León war ein mexikanischer Fußballverein aus Monterrey, der Hauptstadt des Bundesstaates Nuevo León, nach dem der 1957 gegründete Verein sich benannt hatte. Er ersetzte den Club Deportivo Anáhuac als zweite Kraft in Monterrey, dessen Mannschaft in den Spielzeiten 1953/54 und 1954/55 in der zweiten mexikanischen Fußball-Liga vertreten war. 
Der neu gegründete CF Nuevo León, der schon bald den Spitznamen Jabatos (Keiler) erhielt, gab sein Zweitligadebüt in der Saison 1958/59. Kurz vor Ende der Saison 1959/60 geriet der Verein aufgrund von finanziellen Schwierigkeiten unter die Schirmherrschaft der Universidad Autónoma de Nuevo León, kurz UANL, und trat in den beiden letzten Saisonspielen unter dem neuen Namen Tigres (nach dem Maskottchen der Universität) an. Zwei Jahre später gab der Präsident der UANL dem Verein seine Lizenz in Eigenverantwortung zurück, so dass mit Wirkung vom 21. September 1962 die Rückbenennung des Vereins in seinen ursprünglichen Namen erfolgen konnte. 
Durch den Gewinn der Zweitligameisterschaft 1965/66 gelang der Aufstieg in die Primera División, wo der Verein die nächsten drei Spielzeiten verbringen sollte. Nachdem man noch im Aufstiegsjahr (1966/67) einen sensationellen sechsten Rang belegt hatte, musste man zwei Jahre später in die Relegation. Das Spiel gegen den punktgleichen Tabellenletzten Oro de Jalisco endete 1:1 nach Verlängerung im Aztekenstadion von Mexiko-Stadt. Weil der Sieger seinerzeit noch nicht durch Elfmeterschießen ermittelt wurde, wurde ein zweites Spiel erforderlich, das jedoch ebenfalls keinen Sieger fand und 2:2 nach Verlängerung endete. Erst ein notwendig gewordenes drittes Spiel fand mit Oro einen 1:0-Sieger. 
Für den CF Nuevo León bedeutete diese Niederlage den Abstieg aus der höchsten Spielklasse des mexikanischen Vereinsfußballs, in die der Verein nie wieder zurückkehren konnte. Zwei Jahre später stürzte der Verein sogar in die dritte Liga ab. Weil eine solche Liga im Norden Mexikos zum damaligen Zeitpunkt aber noch nicht bestand, nahm der Verein zunächst an keinem von der FMF initiierten Turnier mehr teil. Als zwei Jahre später die dritte Liga auch im Norden Mexikos eingeführt wurde, gehörte der Verein zu den Gründungsmitgliedern. Hier spielten die Jabatos bis zu ihrer Auflösung am Ende der Saison 1978/79. 
Für die Saison 1987/88 wurde der Verein von den Brüdern Rivero noch einmal wiederbelebt. Er startete in der dritten Liga, die er auf Anhieb gewann und sich so den Aufstieg in die zweite Liga sicherte. Aufgrund der mangelnden Unterstützung durch potentielle Geldgeber in Monterrey und dem ebenfalls mangelnden Interesse des einheimischen Publikums, das sich in weit größerem Maße für die Erstligisten CF Monterrey oder UANL Tigres interessierte, veräußerten die Rivero-Brüder die Lizenz Anfang 1990 an die „Botanas Leo Gruppe“, die hieraus die Leones de Saltillo formten. Das war das Ende der Jabatos.